# Uppsala estetiska gymnasium

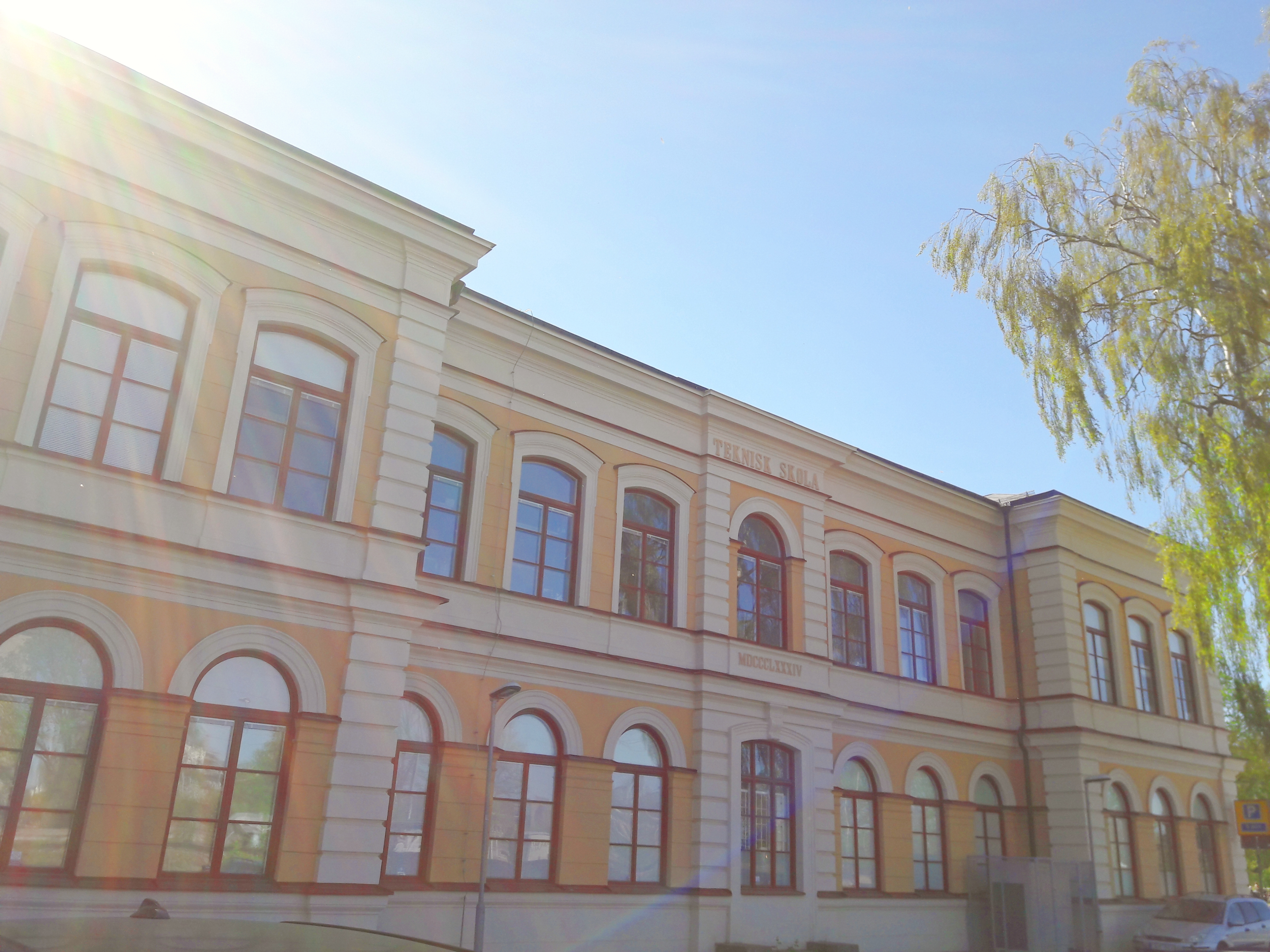
Uppsala Estetiska Gymnasium håller till i Tekniska skolans gamla lokaler.

Uppsala estetiska gymnasium är en kommunal gymnasieskola i Uppsala. 2013 flyttade Grafiskt utbildningscenter (GUC) till dåvarande Bolandgymnasiets lokaler. 2014 slogs Bolandgymnasiets Estetiska program samman med GUC under namnet  GUC och 1 juli 2017 flyttade skolan till centrala Uppsala. I övrigt behöll gymnasiet samma skolform, förutom att gymnasieprogrammen med inriktningen på dans, teater och fotografisk bild har lagts ner. Dock finns alla dessa ämnen kvar som enskilda tillvalskurser. Skolans centrala placering öppnar för möjligheter till tätare samarbete med Uppsalas näringsliv och kulturinstitutioner som scener, museer, biografer och ateljéer. Huvuddelen av undervisningen bedrivs nu i kvarteret Bredablick, som ligger på Skolgatan vid järnvägen. Men ungefär hälften av undervisningen samt skollunch håller till på Ellen Fries gymnasium. Uppsala estetiska gymnasium har också ett nära samarbete med Ellen Fries gymnasium med en gemensam enhetsrektor.

## Historia
GUC grundades 1989 i ett samarbete mellan den grafiska branschen i Uppsala samt Uppsala kommun. En pådrivare i starten var Ivan Lund som var rektor för skolan fram till början av 2000-talet. Mellan 1995 och 2012 fanns även en icke-vinstinriktad friskoledel, GUC Media. Den delen av skolan ingick senare i den ordinarie verksamheten. Mellan 1992 och 2011 bedrev skolan utbildning inom Medieprogrammet. Hösten 2013 flyttade gymnasieskolan från lokalerna på Palmbladsgatan 14 i Fyrislunds industriområde till Björkgatan 26C i Boländerna där man delade lokaler med Bolandgymnasiet. Därmed förflyttades också de estetiska programmen som tidigare erbjöds på Bolandgymnasiet istället till GUC. Sedermera planerades både Bolandgymnasiet och GUC att läggas ner till hösten 2017, på grund av ekonomiskt underskott. Men i och med det stora missnöjet med avsaknaden av estetiska program från kommunalt håll fick GUC bli kvar. Dock flyttades skolan från de temporära lokalerna i Bolandgymnasiet till Skolgatan 53 i kvarteret Bredablick i centrala Uppsala, bytte namn till Uppsala estetiska gymnasium, samt var tvungna att lägga ner gymnasieprogrammen med inriktning på dans, teater och fotografisk bild.

## Utbildningar
Högskoleförberedande nationella estetiska programmet
- Bild & Form med design, konst och arkitektur
- Film, TV & Radio
- Musik

Högskoleförberedande estetiska programmet - Särskilda varianter 
- Serieteckning och illustration
- Speldesign

## Utmärkelser
1. Årets UF-skola, 1997